# Végső állomás: Vérvonalak
A Végső állomás: Vérvonalak (eredeti cím: Final Destination Bloodlines) 2025-ben bemutatott amerikai természetfeletti horrorfilm, amelyet Jon Watts, Guy Busick és Lori Evans Taylor forgatókönyvéből Zach Lipovsky és Adam Stein rendezett. A Végső állomás-filmsorozat hatodik része. A főbb szerepekben Kaitlyn Santa Juana, Teo Briones, Richard Harmon, Owen Patrick Joyner, Rya Kihlstedt, Anna Lore, Brec Bassinger és Tony Todd (utolsó filmszerepében) látható. A filmet Todd emlékének szentelték.
A Végső állomás 5. kereskedelmi sikere után egy új filmet kezdtek el fejleszteni; a filmsorozat „újragondolásaként” jellemezték, de 2020 októberében a széria alkotója, Jeffrey Reddick megerősítette, hogy ez a hatodik film a franchise-ban. A forgatás 2024 márciusa és májusa között zajlott Vancouverben.
Az Amerikai Egyesült Államokban 2025. május 16-án mutatta be a Warner Bros. Pictures, míg Magyarországon 2025. május 15-én került a mozikba az InterCom Zrt. forgalmazásában. Általánosságban pozitív visszajelzéseket kapott a kritikusoktól, és világszerte 285,2 millió dollárt hozott, ezzel a franchise legnépszerűbb és legtöbb bevételt elért része lett, valamint a 2025-ös év tizedik legnagyobb bevételt termelő filmje.

## Cselekmény
1968-ban Paul Campbell barátnőjével, Irisszel ellátogat a Skyview Tower kilátóterasz és étterem ünnepélyes megnyitójára. A tetőtéri részen a férfi megkéri a nő kezét, aki felfedi párjának, hogy terhes. Irisnek előérzete van arról, hogy szerkezeti károk keletkeznek a toronyban; a táncparketten egy leeső csillárdarab miatt betörik az üvegpadló, majd Paul a többi emberrel együtt a mélybe zuhan, miközben egy gyerek által eldobott pénzérme okozta gázszivárgás és a konyhai tűz robbanást okoz. A lépcső és a lift összeomlik a pánikszerűen menekülő emberek súlya alatt, az étterem színpada pedig felborul és darabjaira hullik. Egyedül csak Iris és egy fekete kisfiú marad életben, míg végül ők is a halálba zuhannak.
Ezt a rémálmot látja Stefani Reyes egyetemista két hónapja minden éjjel. Csak annyit tud, a nagymamáját Irisnek hívják, ezért hazamegy apjához, Martyhoz és öccséhez, Charlie-hoz. Édesanyja, Darlene, Iris lánya évekkel ezelőtt elhagyta a családot. Stefanie Charlie-val együtt átmegy unokatestvéreihez, Iris fia, Howard Campbell családjához. Howard elmondja neki, hogy Iris megőrült, és mindenhol csak a halál jeleit látja; elszigetelődött, de még mindig küld nekik leveleket gyászjelentésekkel. Ezeken keresztül Stefanie megtalálja Iris otthonának címét, egy kapuval és kerítéssel biztosított faházat az erdőben, amelyet már évtizedek óta nem hagyott el. ott Iris elmagyarázza unokájának, hogy pillanatokkal Paul lánykérése előtt látomása volt egy szörnyű katasztrófáról, majd elvette az érmét a gyerek kezéből, és figyelmeztette az embereket az üvegpadlóra, így végül mindenkit megmentett. Ezt követően az étterem többé nem nyitott ki, míg végül lebontották. Az elkövetkezendő években Iris nyomon követte, hogyan haltak meg egytől egyig a vendégek és családtagjaik, tanulmányozta a halál trükkjeit, és megállapításait egy könyvben rögzítette, amelyet átad Stefaninak. A kételkedő lányt meggyőzi arról, a halál a családjára vadászik – Iris kilép a faházából, és hagyja a halálnak, hogy a fejét egy szélkakas átszúrja.
Darlene meglepetésszerűen megjelenik Iris temetésén a lakókocsijával. Délután a család együtt grillezik Campbellék kertjében, ahová Darlene házi sütésű süteménnyel érkezik, ám Bobby unokatestvér allergiás a mogyoróra. Eközben Stefanie olvasgatja Iris könyvét, többek között azt a feljegyzést fedezi fel, hogy „JB talált valakit, akinek sikerült túlélnie a halált”. Amikor meglátja a közelgő halál jelét, a többiekhez hajt, de túl későn érkezik. Howard üvegszilánkba lépve földre esik a gyepen, és egy fűnyíró átfut a fején. Stefani elmagyarázza a családnak Iris feljegyzéseit, miszerint a halál elviszi a Skyview vendégeinek leszármazottait, mert nekik nem kellene létezniük, hiszen az őseik a toronyban haltak meg. Stefani elmélete szerint a halál először Iris idősebb gyermekének ágát viszi el. A sorrend: Howard, a gyerekei Erik, Julia, Bobby, majd Darlene, Stefani és Charlie. Marty és Howard felesége, Brenda nem érintett, mert ők nem állnak vérrokonságban Irisszel. Stefaninak azonban senki sem hisz.
Miközben Erik éjszaka a tetoválóműhelyben dolgozik, tűz üt ki helyiségben. Másnap reggel Stefani és Charlie aggódik Erikért, és értesülnek a tűzről, de aztán találkoznak vele, aki viszonylag sértetlenül megúszta. A veszélyek, amelyeket Stefani jósol Eriknek, inkább Juliát sújtják; egy szemétszállító teherautóba esik, és összezúzódik, miközben Stefani megpróbálja kihúzni onnan. Brenda magyarázatként elmondja, miért nem Erik került sorra; bevallja mindenki előtt, egykor viszonya volt egy férfival, így Howard nem Erik vérszerinti apja. Ezután Bobby következik a halállistán. Amikor Stefani megemlíti a JB-re való utalást, Darlene-nek eszébe jut, hogy az anyja régebben említette már ezt a nevet, aki egy kórházban dolgozik. Ott kiderül, a férfi neve William „John” Bludworth. Ő volt a fekete kisfiú a Skyviewben, és a következő években a halálról beszélgetett Irisszel, más hasonló látomások eseteit nyomon követve. Ennek eredményeképpen két módját ismeri a halál megállításának: „vagy megölsz valakit, hogy éld az életét, vagy meghalsz, és utána feltámadsz, ahogy Kimberly Cormannal történt. Erik kitalál egy tervet; allergiás reakcióval megöli Bobbyt, és időben beviszi a sürgősségi osztályra, hogy újraélesszék. Amikor Bobby mogyoróízű ételt kezd fogyasztani az autómatából, véletlenül bekapcsol egy MRI-berendezés, ami túlterhelődik; az erős mágneses energia hatására magához vonzza Erik testén lévő piercingeket és vele együtt egy kerekesszéket, amely a géphez nyomva összepréseli a fiút. A haldokló Bobby még időben képes beadni magának az EpiPent, de a mágnesesség a berendezéshez vonza az autómatagép kiálló rugóját is, ami áthatol a fején.
Stefani, Charlie és Darlene úgy gondolják, Iris faházában biztonságban lehetnek, de Darlene szerint csak neki kell bezárkóznia oda, mert amíg ő életben marad, a halál nem fogja elvinni a gyerekeit. A kórház parkolójában Iris könyvéből véletlen kiesik a pénzérme, amit egy idős hölgy vesz fel a földről. Stefani Iris faházához hajt, és a furgonnal áttöri a kaput, de a biztonsági öve beakad, miközben a furgon a tóba zuhan. A faház végül felrobban, majd a megégett Darlene-t agyonüti az oszlop. Charlie-nak sikerül elvágnia késsel a fuldokló Stefani övét a víz alatt, majd újraélesztéssel megmenti.
Egy héttel később Charlie iskolai bálja van. Amikor elindul, hogy felvegye partnerét, annak édesapja elmagyarázza, Stefani valószínűleg csak eszméletlen volt, és nem halt meg egy pillanatra sem, így a testvérek rádöbbennek, még nincsenek biztonságban a haláltól. A hölgy megjelenik a közelben, és a pénztárcájából kiesik a pénzérme, ami miatt kisiklik egy tehervonat. Stefani és Charlie próbálnak elfutni előle, de eltalálja őket a vonat által szállított farönkök.

## Szereplők
| Szerep                                                                                   | Színész                   | Magyar hang        |
| ---------------------------------------------------------------------------------------- | ------------------------- | ------------------ |
| Stefani Reyes, egyetemista, akit rémálmok gyötörnek a torony 1968-as összeomlásáról      | Kaitlyn Santa Juana       | Mikecz Estilla     |
| Charlie Reyes, Stefani öccse                                                             | Teo Briones               | Miller Dávid       |
| Erik Campbell, Stefani unokatestvére                                                     | Richard Harmon            | Novkov Máté        |
| Bobby Campbell, Stefani unokatestvére                                                    | Owen Patrick Joyner       | Brasch Bence       |
| Darlene Campbell, Stefani és Charlie elhidegült anyja, Iris lánya                        | Rya Kihlstedt             | Györgyi Anna       |
| Julia Campbell, Stefani unokatestvére                                                    | Anna Lore                 | László Lili        |
| Iris Campbell, Stefani nagymamája, aki elzárkozótt a világ elől a torony összeomlása óta | Gabrielle Rose            | Kubik Anna         |
| Iris Campbell, Stefani nagymamája, aki elzárkozótt a világ elől a torony összeomlása óta | Brec Bassinger (fiatalon) | Mikita Dorka Júlia |
| William Bludworth, halottasházban dolgozó férfi                                          | Tony Todd                 | Borbiczki Ferenc   |
| William Bludworth, halottasházban dolgozó férfi                                          | Jayden Oniah (fiatalon)   | Tereczi Dániel     |
| Marty Reyes, Stefani édesapja                                                            | Tinpo Lee                 | Kaszás Gergő       |
| Brenda Campbell, Stefani nagynénje                                                       | April Telek               | Murányi Tünde      |
| Howard Campbell, Stefani nagybátyja és Iris fia                                          | Alex Zahara               | Besenczi Árpád     |
| Paul Campbell, Iris férje                                                                | Max Lloyd-Jones           | Jakab Márk         |
| Val, Stefani kollégiumi szobatársa                                                       | Brenna Llewellyn          | Fábián Nikolett    |
| Mrs. Fuller, egy idős nő, aki jelen volt a torony 1968-as összeomlásakor                 | Yvette Ferguson           | nem szólal meg     |
| Mr. Fuller, egy idős férfi, aki jelen volt a torony 1968-as összeomlásakor               | Mark Brandon              | nem szólal meg     |
| Sky View torony főpincére                                                                | Bernard Cuffling          | Beregi Péter       |
| Evie, Sky View torony énekese                                                            | Natasha Burnett           | Galiotti Barbara   |
| pénzérmés fiú                                                                            | Noah Bromley              | Sándor Dávid       |

### Magyar változat
- Magyar szöveg: Tóth Tamás
- Hangmérnök: Tóth Péter Ákos
- Vágó: Sári-Szemerédi Gabriella
- Gyártásvezető: Cabello-Colini Borbála
- Szinkronrendező: Nikas Dániel
- Produkciós vezető: Hagen Péter

A szinkront a Mafilm Audio Kft. készítette el.

## A film készítése
A Végső állomás 5. 2011-es bemutatója előtt Tony Todd, a filmsorozat színésze kijelentette, ha a film sikeres lesz, akkor két folytatást is forgatnának egymás után. 2019 januárjában a New Line Cinema bejelentette, hogy egy új rész van fejlesztés alatt. Patrick Melton és Marcus Dunstan írta az eredeti forgatókönyvet, amelyet a franchise „újragondolásaként” jellemeztek. 2020 márciusában Craig Perry producer elmondta, hogy a film „az elsősegélynyújtók világában” játszódik majd, és mentősök, tűzoltók és rendőrök lesznek benne. Arra a kérdésre, hogy a film ugyanabban a sorrendben játszódik-e, mint az előző részek, azt mondta: „Az újraindítás talán túl erős szó... úgy hangzik, mintha mindent megváltoztatnának, de ez egyértelműen egy Végső állomás-film”. Még októberben Jeffrey Reddick, a filmsorozat alkotója megerősítette, hogy a COVID-19 világjárvány előtt már dolgoztak egy hatodik filmen.

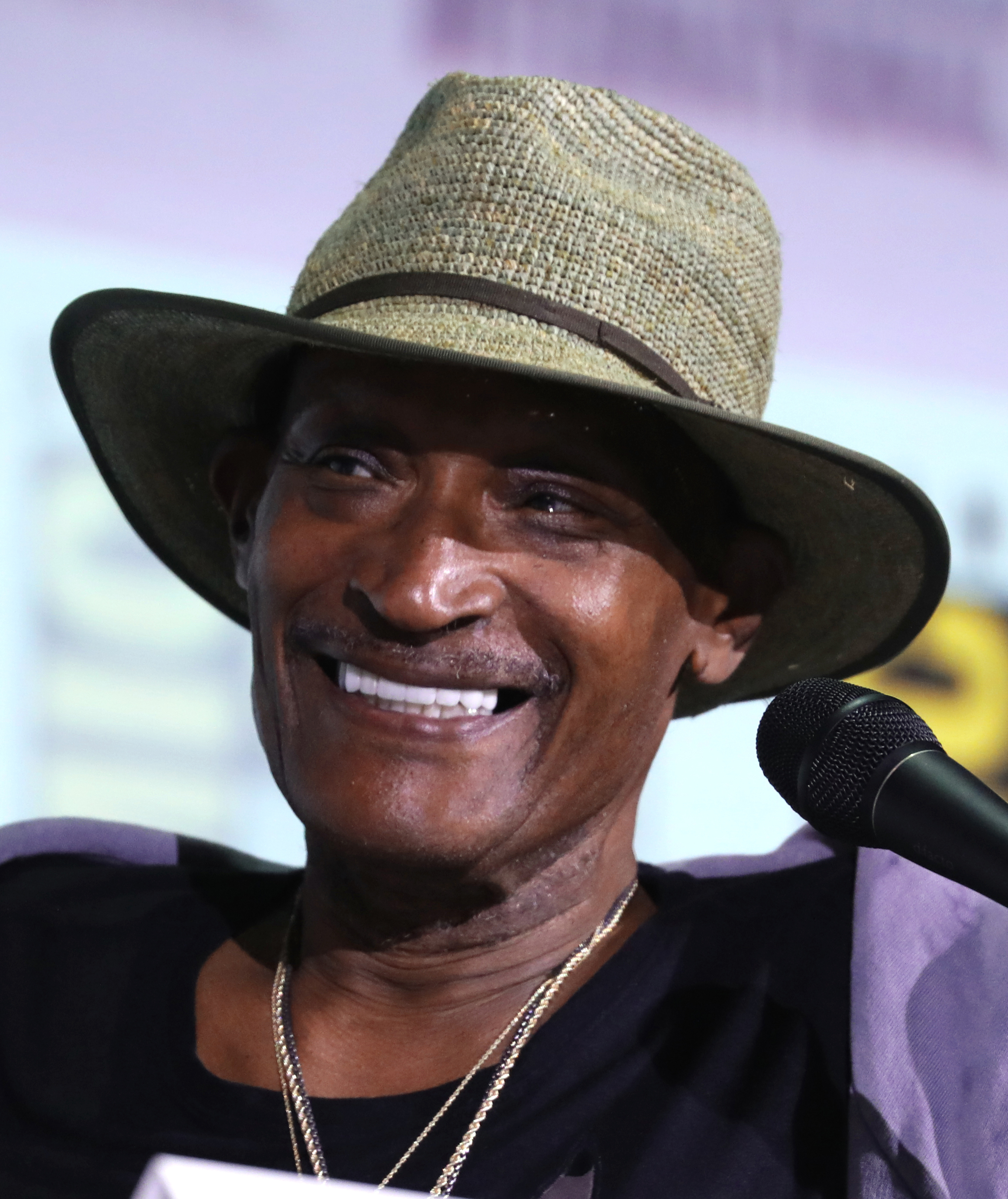
Tony Todd 2024-ben bekövetkezett halála előtt újra eljátszotta William Bludworth szerepét

 2021 októberében jelentették be, hogy Lori Evans Taylor lesz a film új forgatókönyvírója. 2022 januárjában az HBO Max bejelentette, hogy forgalmazza a filmet, Jon Watts producerként csatlakozott a projekthez, és megerősítették, hogy Taylor Guy Busickkal együtt írta a forgatókönyvet. Még júliusban Reddick elárulta, a film eltér majd a franchise eddigi formulájától.

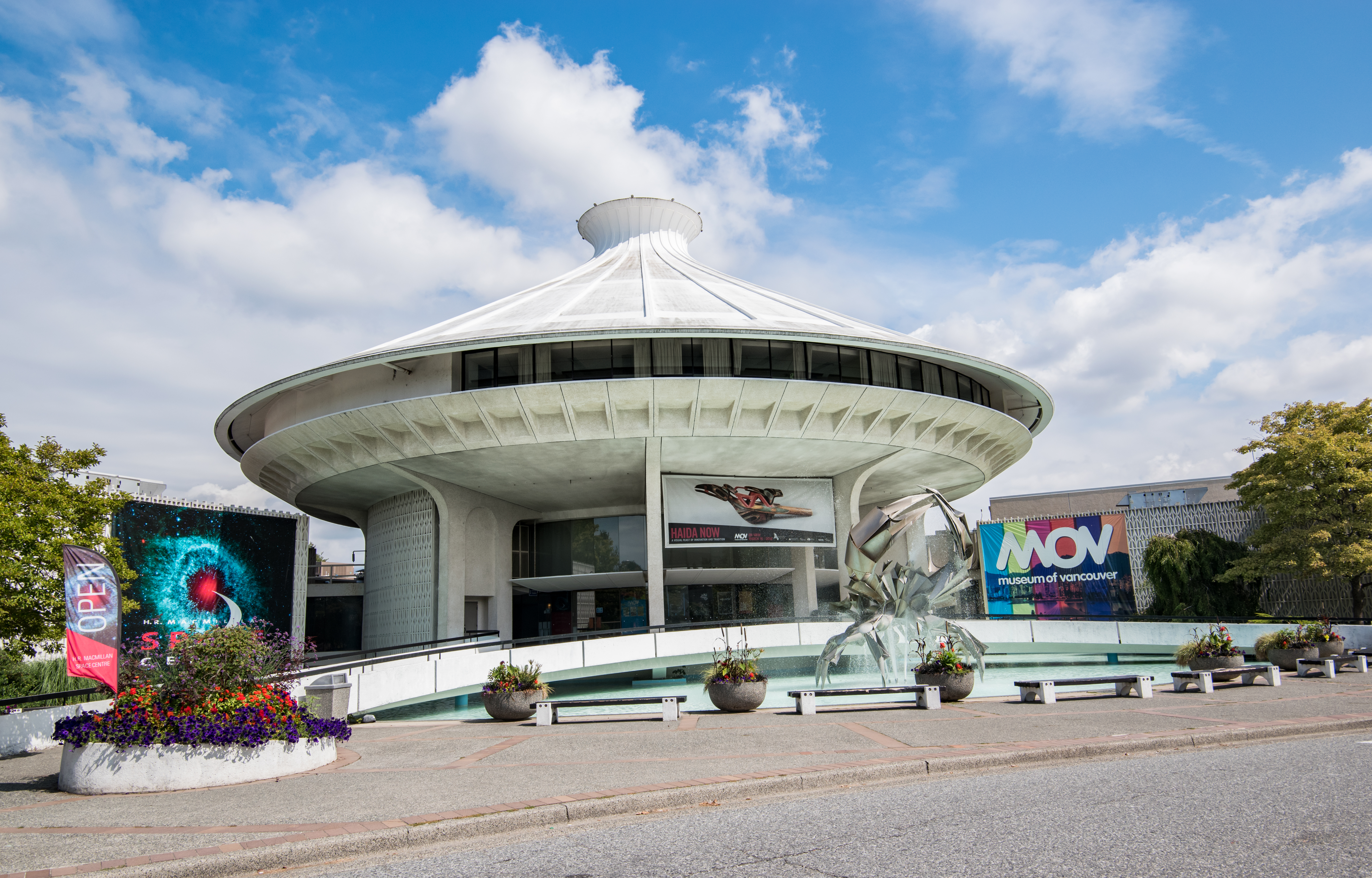
A New York-i Cloverdale-ben található Sky View torony összeomlását bemutató nyitójelenet a Vancouveri Múzeumot (Vancouver, Brit Columbia) használta a torony alapjaként

 Még abban az évben szeptemberben több mint kétszáz jelentkező közül Zach Lipovsky és Adam Stein lett kiválasztva a film rendezőjének. A New Line vezetőivel és producereivel tartott Zoom meeting-en, amelyen a New Line vezetőivel és producereivel tartották meg a bemutatkozó előadásukat, Lipovsky és Stein a meghallgatás végén egy olyan szörnyű balesetet adott elő, mint amilyenek a filmekben szerepelnek; bennfentesek szerint ez a vicc, amely előre rögzített felvételek és vizuális effektek kombinációját tartalmazta, és a filmkészítők szenvedélyét mutatta a film iránt, felvette őket. 2023 szeptemberében Tony Todd hivatalosan is aláírt, hogy újra eljátssza William Bludworth szerepét. A film a karakter háttértörténetét fogja feltárni. Todd 2024 novemberében bekövetkezett halála ellenére a Warner Bros. megerősítette, hogy az összes jelenetét leforgatta a filmhez. 2024 márciusában bejelentették, hogy a filmet a Warner Bros. Pictures fogja a mozikban bemutatni 2025-ben. A szereplőgárda nagy részét is felfedték. A 71 éves kaszkadőrnő, Yvette Ferguson előkerült nyugdíjas éveiből, hogy a premontrei jelenetben egy tűzkaszkadőrmutatványt mutasson be, ami Lipovsky rendező szerint világrekordot jelent a legidősebb, kamerán lángba borult emberek tekintetében.
A forgatás a tervek szerint 2023 júliusától októberéig tartott volna Vancouverben (Brit Columbia), de július közepén a SAG-AFTRA sztrájk miatt elhalasztották. A forgatás Vancouverben zajlott 2024. március 4. és május 13. között Christian Sebaldt operatőrrel. Tim Wynnt bízták meg a filmzene megírásával 2024 decemberére.

## Bemutató
A Végső állomás: Vérvonalak 2025. május 16-án jelent meg az Egyesült Államokban a Warner Bros. Pictures forgalmazásában. A filmet a hagyományos formátum mellett IMAX-ben is bemutatták. Május 9-én és 10-én, egy héttel a film bemutatója előtt, egy dupla vetítéssel egybekötött különleges vetítés volt látható egyes mozikban, amely a 2000-es eredeti filmet is tartalmazta. Anyák napján tréfás vetítést tartottak, a filmet átkeresztelték Love at the Sky View („Szerelem a Sky View kilátón”) címre; a mozilátogatók az édesanyjukkal együtt nézték meg a filmet, akik azt hitték, hogy egy romantikus vígjátékról van szó.
A film előzetese 2025. március 25-én jelent meg 65 piacon, és 44 különböző nyelvi változatban volt elérhető. A WaveMetrix számításai szerint az első 24 órában 178,7 millióan nézték meg világszerte, ezzel a második legnézettebb horrorfilm előzetese lett (az Az című New Line film mögött 200 milliós megtekintéssel).
2025. május 19-én a film vetítése közben az argentin La Platában, Buenos Aires külvárosában található Cinema Ocho mozi mennyezete beomlott, és egy néző megsérült. Halálesetről nem érkezett jelentés.
2025. június 17-én a Warner Bros. Home Entertainment bejelentette, hogy a film elérhetővé vált a digitális platformokon, ami mindössze egy hónappal a mozibemutató után történt az Egyesült Államokban. 2025. július 22-én jelent meg Ultra HD Blu-ray, Blu-ray és DVD kiadásban.

## Filmzene

### Számlista
A Végső állomás: Vérvonalak filmzenéjét a Lakeshore Records adta ki a film megjelenésének napján. A filmzene 32 zeneszámot tartalmaz, amelyeket Tim Wynn szerzett. Ez a harmadik Végső állomás filmzenealbum, amely megjelent.
A filmben elhangzó dalok, amik nem szerepelnek a számlistán
- Creedence Clearwater Revival – Bad Moon Rising
- Johnny Cash – Ring of Fire
- Connie Francis – Fallin'
- The Isley Brothers – Shout
- Bobbie Gentry – Raindrops Keep Fallin' on My Head
- Rupert Holmes – Escape
- Evile – "Enter the Grave"
- Air Supply – Without You
- Kelly Clarkson – Stronger (What Doesn't Kill You)
- Norman Greenbaum – Spirit in the Sky

### Dalok
Az album 32, Tim Wynn által összeállított dalt tartalmaz.
1. "Bloodlines (végefőcím)" (1:45)
2. "Elevator Ride" (1:46)
3. "The MRI" (2:25)
4. "We Can't Give In" (1:46)
5. "Bludworth's Goodbye" (2:45)
6. "Bludworth" (2:43)
7. "Escape to the Compound" (1:36)
8. "Two of Us" (2:30)
9. "The Plan" (1:45)
10. "Waterworld" (2:44)
11. "Seeing is Believing" (1:50)
12. "The Skyview" (1:29)
13. "Lawnmower Man" (2:00)
14. "Drive to Iris" (1:34)
15. "Meet Bludworth" (1:08)
16. "I See You" (1:33)
17. "Decoding Iris' Book" (1:23)
18. "Connecting the Dots" (4:13)
19. "Resurrection" (3:19)
20. "I Screwed Up the Order" (3:03)
21. "Tower of Terror" (2:21)
22. "Tempting Death" (1:43)
23. "Technically You Weren't Dead" (1:15)
24. "Graveyard" (2:02)
25. "Recycling" (1:11)
26. "Your Plan is Nuts" (2:06)
27. "Premonition" (1:01)
28. "The Book" (1:42)
29. "Psycho Grandma" (1:46)
30. "The Collapse" (1:05)
31. "Look After Paco" (1:38)
32. "The Compound" (2:02)
33. "End Credits Suite" (5:13)

## Fogadtatás

### Bevételi adatok
2025. május 26-ig a Végső állomás: Vérvonalak 138 millió dolláros bevételt ért el az Amerikai Egyesült Államokban és Kanadában, 147,2 millió dollárt más területeken, ami világszerte összesen 285,2 millió dollárt eredményezett.
Az Egyesült Államokban és Kanadában a Vérvonalak a Hurry Up Tomorrow – Az éjszaka határán című filmmel együtt került a mozikba, és a nyitóhétvégén 35-40 millió dolláros bevételt jósoltak 3400 moziban. Az első napon 21 millió dollárt hozott, ebből a csütörtök esti előzetesekből becslések szerint 5,5 millió dollárt. „Könnyedén túlszárnyalta a film korábbi legjobb nyitónapját, amelyet a Végső állomás 4. tartott”. A második hétvégén 19,3 millió dollárt gyűjtött (63%-os csökkenés), a harmadikon 10,8 millió dollárt, így a harmadik, illetve negyedik helyen végzett.
A Fülöp-szigeteken, egy olyan területen, ahol a horror műfaj széles körben népszerű, a Végső állomás: Vérvonalak minden idők második legtöbb bevételt hozó nyitóhétvégéjét produkálta az Insidious – A vörös ajtó után, és megdöntötte a 2025-ös év legtöbb bevételt termelő nyitóhétvége rekordját, az R-16-os filmek legtöbb bevételt eredményező nyitóhétvégéjét, valamint a minden idők legtöbb bevételt elérő horrorfilmjének rekordját.

### Kritikai visszhang
A film a franchise legerősebb kritikai fogadtatásában részesült. A Rotten Tomatoes weboldalon 93%-os értékelést kapott 123 pozitív kritika alapján, az átlagos értékelése 7,2 pont a 10-ből. Az oldal szöveges összefoglalója szerint: „A Végső állomás mitológiájának hátborzongató csontjait meglepő érzelmi rétegekkel egészíti ki, a Vérvonalak zseniálisan és precízen kivitelezi a hátborzongató díszleteket, és a közelgő végzetet fergeteges szórakozássá változtatja.” A Metacritic oldalán 100-ból 74 pontot kapott (32 kritika alapján), ami „általánosságban kedvező” kritikát jelent. A CinemaScore által megkérdezett közönség átlagosan „B+” osztályzatot adott a filmnek egy A+-tól F-ig terjedő skálán, míg a PostTrak által megkérdezettek átlagosan négy csillagot adtak az ötből, 69%-uk pedig azt mondta, mindenképpen ajánlaná a filmet.
Todd Gilcrest, a Variety munkatársa „okosnak, kiszámíthatatlannak és szórakoztatónak” nevezte a filmet, Todd alakítását pedig úgy méltatta, mint „gyengéd tisztelgést a horror nagyágyúja előtt és visszatekintő kapcsolatot a franchise különböző fejezetei között”. Frank Scheck, a The Hollywood Reportertől azt írta, hogy „a film pontosan azt adja a közönségnek, amire számít. Nevezetesen, egy sor zseniálisan megtervezett, ördögi, Rube Goldberg stílusú végzetes eseményt, amelyek többnyire olyannyira a lehetőségek határain belül vannak, hogy a moziból való távozás után nagyon óvatosan fogsz átkelni az utcán”. Todd megjelenését úgy méltatta, mint „megrendítő emlékeztetőt arra, hogy a való életben, akárcsak ezekben a filmekben, a halál mindenkit utolér”.

## Jövő
A film rendezője, Adam Stein megjegyezte, hogy a narratív lehetőség nyitott marad, és kijelentette: „A halál munkája sosem fejeződik be. Mindig van még elszámolnivaló”. Ugyanakkor megjegyezte, hogy az elkészítési folyamat több évet vesz igénybe. Craig Perry, a film producere szintén nyitott a franchise folytatására, mivel a Vérvonalak kibővítette a sorozat kreativitási lehetőségeit.